# Ulica Mariana Langiewicza w Warszawie
Ulica Mariana Langiewicza – ulica na warszawskiej Ochocie, biegnąca od ul. Sędziowskiej do ul. Krzywickiego.

## Opis
Została wytyczona w 1922 jako jedna z ulic Kolonii Staszica. Nazwa została nadana w 1926.
Zabytkowa zabudowa ulicy pochodzi z lat 1922–1924 i nawiązuje formą do staropolskich dworów.
Bliźniacze domki tworzące zabudowę ulicy są dziełem architektów: Antoniego Dygata, Konstantego Jakimowicza i Mariana Kontkiewicza. Mieszkali tam m.in. Antoni Dygat (nr 13), Stanisław Wojciechowski (nr 15), Władysław Jaroszewicz (nr 21) i Ludwik Krzywicki (nr 25).
Podczas II wojny światowej zniszczeniu uległy budynki pod numerami 3 oraz 8/10; w okresie powojennym w znaczącym stopniu przebudowano także bliźniacze wille pod numerem 15/17.
Przy ulicy znajduje się pomnik przyrody – buk zwyczajny odmiany czerwonolistnej (Fagus sylvatica f. purpurea).